# Partecipanti al Tour des Alpes-Maritimes 2025
Elenco dei partecipanti al Tour des Alpes-Maritimes 2025.
Il Tour des Alpes-Maritimes 2025 è stato la cinquantasettesima edizione della corsa. Alla competizione presero parte 16 squadre: 8 con licenza UCI World Tour 2025 3 UCI ProTeam e 5 UCI Continental Team.
Accreditati alla partenza 110 ciclisti.

## Corridori per squadra
Nota: R ritirato, NP non partito, FT fuori tempo, SQ squalificato
| Bahrain Victorious                | Bahrain Victorious                | Bahrain Victorious                | Decathlon AG2R La Mondiale | Decathlon AG2R La Mondiale | Decathlon AG2R La Mondiale | Groupama-FDJ           | Groupama-FDJ           | Groupama-FDJ           |
| --------------------------------- | --------------------------------- | --------------------------------- | -------------------------- | -------------------------- | -------------------------- | ---------------------- | ---------------------- | ---------------------- |
| N°                                | Ciclista                          | Clas.                             | N°                         | Ciclista                   | Clas.                      | N°                     | Ciclista               | Clas.                  |
| 1                                 | Santiago Buitrago                 | 2°                                | 11                         | Paul Lapeira               | NP2ª                       | 21                     | Enzo Paleni            | 47°                    |
| 2                                 | Lenny Martinez                    | 3°                                | 12                         | Aurélien Paret-Peintre     | 8°                         | 22                     | Guillaume Martin       | 6°                     |
| 3                                 | Edoardo Zambanini                 | 25°                               | 13                         | Andrea Vendrame            | 36°                        | 23                     | Quentin Pacher         | 35°                    |
| 4                                 | Jack Haig                         | 16°                               | 14                         | Pierre Gautherat           | R 2ª                       | 24                     | Rudy Molard            | R 2ª                   |
| 5                                 | Roman Ermakov                     | 69°                               | 15                         | Victor Lafay               | 41°                        | 25                     | Kevin Geniets          | 28°                    |
| 6                                 | Finlay Pickering                  | 79°                               | 16                         | Dorian Godon               | 11°                        | 26                     | Titouan Fontaine       | NP1ª                   |
| 7                                 | Oliver Stockwell                  | 76°                               | 17                         | Sander De Pestel           | 30°                        | 27                     | Eddy Le Huitouze       | 78°                    |
| Lotto                             | Lotto                             | Lotto                             | EF Education-EasyPost      | EF Education-EasyPost      | EF Education-EasyPost      | Intermarché-Wanty      | Intermarché-Wanty      | Intermarché-Wanty      |
| N°                                | Ciclista                          | Clas.                             | N°                         | Ciclista                   | Clas.                      | N°                     | Ciclista               | Clas.                  |
| 31                                | Alec Segaert                      | R 1ª                              | 41                         | Richard Carapaz            | 9°                         | 51                     | Hugo Page              | 80°                    |
| 32                                | Jarno Widar                       | 7°                                | 42                         | Alex Baudin                | R 2ª                       | 52                     | Luca Van Boven         | R 1ª                   |
| 33                                | Victor Vaneeckhoutte              | NP1ª                              | 43                         | Darren Rafferty            | 54°                        | 53                     | Louis Barré            | 10°                    |
| 34                                | Niels Driesen                     | 45°                               | 44                         | Alexander Cepeda           | 13°                        | 54                     | Kamiel Bonneu          | 50°                    |
| 35                                | Tars Poelvoorde                   | 82°                               | 45                         | Owain Doull                | 53°                        | 55                     | Simone Gualdi          | 20°                    |
| 36                                | Baptiste Veistroffer              | R 2ª                              | 46                         | Harry Sweeny               | 34°                        | 56                     | Louis Meintjes         | 59°                    |
| 37                                | Henri Vandenabeele                | 26°                               | 47                         | Markel Beloki              | R 2ª                       | 57                     | Alexy Faure Prost      | 57°                    |
| Cofidis                           | Cofidis                           | Cofidis                           | Arkéa-B&B Hotels           | Arkéa-B&B Hotels           | Arkéa-B&B Hotels           | XDS Astana Team        | XDS Astana Team        | XDS Astana Team        |
| N°                                | Ciclista                          | Clas.                             | N°                         | Ciclista                   | Clas.                      | N°                     | Ciclista               | Clas.                  |
| 61                                | Valentin Ferron                   | NP1ª                              | 71                         | Ewen Costiou               | 18°                        | 81                     | C. Champoussin         | 15°                    |
| 62                                | Anthony Perez                     | 29°                               | 72                         | Simon Guglielmi            | 63°                        | 82                     | Lorenzo Fortunato      | 5°                     |
| 63                                | Paul Ourselin                     | 72°                               | 73                         | Alessandro Verre           | R 1ª                       | 83                     | Christian Scaroni      | 1°                     |
| 64                                | Sam Maisonobe                     | 42°                               | 74                         | Edoardo Zamperini          | 38°                        | 84                     | Daniil Marukhin        | 81°                    |
| 65                                | Nolann Mahoudo                    | R 2ª                              | 75                         | Thibault Guernalec         | 39°                        | 85                     | Nicola Conci           | 14°                    |
| 66                                | Clément Izquierdo                 | 48°                               | 76                         | Louis Rouland              | R 2ª                       | 86                     | Pierre-Henry Basset    | 33°                    |
|                                   |                                   |                                   | 77                         | Martin Tjøtta              | 21°                        | 87                     | Darren van Bekkum      | 32°                    |
| Israel-Premier Tech               | Israel-Premier Tech               | Israel-Premier Tech               | TotalEnergies              | TotalEnergies              | TotalEnergies              | Unibet Tietema Rockets | Unibet Tietema Rockets | Unibet Tietema Rockets |
| N°                                | Ciclista                          | Clas.                             | N°                         | Ciclista                   | Clas.                      | N°                     | Ciclista               | Clas.                  |
| 91                                | Joseph Blackmore                  | 4°                                | 101                        | Alexandre Delettre         | 27°                        | 111                    | Odd Christian Eiking   | 37°                    |
| 92                                | Tom Van Asbroeck                  | 60°                               | 102                        | Jordan Jegat               | 22°                        | 112                    | Axel Huens             | 44°                    |
| 93                                | Riley Sheehan                     | 19°                               | 103                        | Mathieu Burgaudeau         | R 1ª                       | 113                    | Adrien Maire           | 17°                    |
| 94                                | Hugo Hofstetter                   | 68°                               | 104                        | Samuel Leroux              | FT1ª                       | 114                    | Sergio Meris           | 43°                    |
| 95                                | Ethan Vernon                      | 65°                               | 105                        | Mattéo Vercher             | NP2ª                       | 115                    | Killian Verschuren     | 23°                    |
| 96                                | Krists Neilands                   | 49°                               | 106                        | Thomas Bonnet              | R 1ª                       | 116                    | Baptiste Huyet         | 51°                    |
| 97                                | Matis Louvel                      | 46°                               |                            |                            |                            | 117                    | Owen Geleijn           | 61°                    |
| St Michel-Preference Home-Auber93 | St Michel-Preference Home-Auber93 | St Michel-Preference Home-Auber93 | Van Rysel-Roubaix          | Van Rysel-Roubaix          | Van Rysel-Roubaix          | CIC U Nantes           | CIC U Nantes           | CIC U Nantes           |
| N°                                | Ciclista                          | Clas.                             | N°                         | Ciclista                   | Clas.                      | N°                     | Ciclista               | Clas.                  |
| 121                               | Dillon Corkery                    | 75°                               | 131                        | Emmanuel Morin             | R 1ª                       | 141                    | Maël Guégan            | FT1ª                   |
| 122                               | Théo Delacroix                    | 67°                               | 132                        | Rémi Capron                | 55°                        | 142                    | Ronan Augé             | 66°                    |
| 123                               | Morné Van Niekerk                 | 74°                               | 133                        | Maxime Jarnet              | 40°                        | 143                    | Joris Chaussinand      | 73°                    |
| 124                               | Thomas Champion                   | R 1ª                              | 134                        | Célestin Guillon           | 52°                        | 144                    | Matisse Julien         | R 2ª                   |
| 125                               | Nicolas Breuillard                | R 2ª                              | 135                        | Daniel Arnes               | 77°                        | 145                    | Similien Hamon         | 62°                    |
| 126                               | Lucas Beneteau                    | 58°                               | 136                        | Kenny Molly                | 31°                        | 146                    | Yaël Joalland          | 12°                    |
| 127                               | Yohann Simon                      | 71°                               | 137                        | Maximilien Juillard        | 56°                        | 147                    | Lenaïc Langella        | 70°                    |
| Nice Métropole Côte d'Azur        |                                   |                                   |                            |                            |                            |                        |                        |                        |
| N°                                | Ciclista                          | Clas.                             |                            |                            |                            |                        |                        |                        |
| 151                               | Jaakko Hänninen                   | R 2ª                              |                            |                            |                            |                        |                        |                        |
| 152                               | Axel Zuccarelli                   | 64°                               |                            |                            |                            |                        |                        |                        |
| 153                               | Damien Girard                     | R 1ª                              |                            |                            |                            |                        |                        |                        |
| 154                               | Andrei Carbunarea                 | FT1ª                              |                            |                            |                            |                        |                        |                        |
| 155                               | Alexander Konijn                  | FT1ª                              |                            |                            |                            |                        |                        |                        |
| 156                               | Andrea Mifsud                     | 24°                               |                            |                            |                            |                        |                        |                        |
| 157                               | Carter Guichard                   | R 1ª                              |                            |                            |                            |                        |                        |                        |